# Masquières
Masquières település Franciaországban, Lot-et-Garonne megyében. Lakosainak száma 175 fő (2022. január 1.). Masquières Mauroux, Sérignac, Courbiac, Thézac, Tournon-d’Agenais és Porte-du-Quercy községekkel határos.

## Népesség
A település népességének változása:
| Lakosok száma | 118  | 119  | 126  | 159  | 191  | 184  | 181  | 183  | 182  | 175  |
|               | 1968 | 1982 | 1990 | 2006 | 2013 | 2015 | 2017 | 2019 | 2020 | 2022 |